# Kostel svatého Martina (Onšov)
Kostel svatého Martina v Onšově byl postaven v polovině 13. století v románském slohu, v areálu tehdy opevněné vesnice. V 2. polovině 14. století byl ke kostelu přistavěn presbytář a sakristie, a to v gotickém slohu. Před husitskými válkami při kostelu existovala farnost (plebánie), obnovena byla v roce 1856, zrušena byla v roce 2019.  Současná podoba s barokními prvky pochází z úprav provedených v 17. a 18. století. Je chráněn jako kulturní památka České republiky. Součástí této kulturní památky je socha sv. Jana Nepomuckého a kaplička Panny Marie. Zařízení je raně barokní, obraz na hlavním oltáři je datován rokem 1691. Do zdi kostela jsou zasazeny dva náhrobní kameny pánů z Lukavce; původně byly umístěny ve zrušeném kostele Proměnění Páně.